# Apocheiridium minutissimum
Apocheiridium minutissimum är en spindeldjursart som beskrevs av Beier 1964. Apocheiridium minutissimum ingår i släktet Apocheiridium och familjen dvärgklokrypare. Inga underarter finns listade i Catalogue of Life.